# Wang Shijia
Wang Shijia (en xinès: 王施佳; n. Liaoning, 25 d'agost de 1993) és una nedadora d'estil lliure xinesa.

## Biografia
Va fer la seva primera aparició olímpica als Jocs Olímpics de Londres 2012, nedant en la prova de 200 m lliure. Va nedar en la quarta sèrie, i va quedar quarta de la mateixa amb un temps d'1:58.73, passant a les semifinals en quedar en la posició 14 en el sumari total. Finalment no va arribar a passar a la final en fer el penúltim pitjor temps de la semifinal. També va nedar en la prova de 4x100 m lliure, corrent en les sèries però no en la final. També va nedar els 4x200 m lliure, formant part de l'equip xinès, i quedant en sisena posició en la final.

## Marques personals
- Actualitzat a 3 de novembre de 2014.

| Estil        | Temps   | Competició                           |
| 100 m lliure | 54.99   | Campionat Mundial de Natació de 2011 |
| 200 m lliure | 1:58.63 | Jocs Olímpics de 2012                |